# Nekrolog 1. Quartal 1992
Nekrolog
◄◄
| ◄
| 1988
| 1989
| 1990
| 1991
| 1992 | 1993 | 1994 | 1995 | 1996 | ► | ►►
1. Quartal |
2. Quartal |
3. Quartal |
4. Quartal 1992
Weitere Ereignisse | Allgemeiner Nekrolog 1992
Die Beschreibung der verstorbenen Person sollte so kurz wie möglich gehalten sein und nur deren signifikante Tätigkeit(en) enthalten.
Neue Namen ggf. auch unter dem Geburts- und Sterbedatum, also etwa unter 1. Januar und im Geburts- und Sterbejahr (2024) eintragen (nur bei entsprechender großer Wichtigkeit). Für Beispiele siehe die schon vorhandenen Artikel.
Außerdem über die fünf zuletzt Verstorbenen, zu denen es einen ausreichend guten Artikel für eine Präsentation auf der Hauptseite gibt, nach der todesbedingten Überarbeitung der Artikel ggf. auch unter Wikipedia Diskussion:Hauptseite informieren und sie am besten auch in den anderen Wikipedia-Sprachversionen eintragen. Tipp: Regelmäßig bei news.google.de nach „ist tot“, „gestorben“ oder „verstorben“ suchen.
Wenn eine Person gestorben ist, gibt es viele Seiten zu dieser Person in der Wikipedia, die davon auch betroffen sind und entsprechend aktualisiert werden müssen. Beispiele: Namenübersichtsseite, Geburtsjahr, Geburtsort-Seiten und viele mehr.
Wie finde ich die betroffenen Seiten?
Im Suchfeld auf der linken Seite gibt man den Suchbegriff so ein: „Vorname Nachname“. Dann klickt man auf Volltext und alle Seiten mit entsprechendem Suchtext werden aufgerufen. Hier sieht man dann schnell, wo auch das Todesjahr Sinn macht oder sogar ein Teil des Artikels angepasst werden muss. Auch hilft das „Werkzeug“ auf der linken Seite sehr gut, um solche Seiten aufzufinden: „Links auf diese Seite“. Somit ist die Wikipedia wieder aktuell in allen Bereichen! Hinweis: bei Eintragung der Kategorie „Gestorben JAHR“ wird der Missbrauchsfilter 49 ausgelöst, was jedoch nicht schlimm ist. Siehe: Spezial:Missbrauchsfilter/49
Dies ist eine Liste von im ersten Quartal 1992 verstorbenen bekannten Persönlichkeiten. Die Einträge erfolgen innerhalb der einzelnen Daten alphabetisch sortiert. Tiere sind im Nekrolog für Tiere zu finden.

## Januar
| Tag        | Name                                    | Beruf, bekannt als                                                                                              | Alter | Beleg |
| ---------- | --------------------------------------- | --- | ----- | ----- |
| 1. Januar  | Cele Abba                               | italienische Theater- und Filmschauspielerin                                                                    | 85    |       |
| 1. Januar  | Konrad Bleuler                          | Schweizer Physiker                                                                                              | 79    |       |
| 1. Januar  | Rudolf Günther                          | deutscher Politiker (CDU), MdL                                                                                  | 79    |       |
| 1. Januar  | Grace Hopper                            | US-amerikanische Informatikerin und Computerpionierin                                                           | 85    |       |
| 1. Januar  | Willi Jahnke                            | deutscher Politiker, Gewerkschafter und Widerstandskämpfer gegen den Nationalsozialismus                        | 85    |       |
| 1. Januar  | Heinz Luschey                           | deutscher Klassischer Archäologe                                                                                | 81    |       |
| 1. Januar  | Janet Elizabeth Mathews                 | australische Musiklehrerin                                                                                      | 77    |       |
| 2. Januar  | Virginia Field                          | britische Schauspielerin                                                                                        | 74    |       |
| 2. Januar  | Édouard Fuchs                           | französischer Politiker (UPR)                                                                                   | 95    |       |
| 2. Januar  | Tibor Gallai                            | ungarischer Mathematiker                                                                                        | 79    |       |
| 2. Januar  | Hedwig Haß                              | deutsche Florettfechterin                                                                                       | 89    |       |
| 2. Januar  | Hans Kurath                             | US-amerikanischer Sprachwissenschaftler                                                                         | 100   |       |
| 2. Januar  | Ginette Leclerc                         | französische Schauspielerin                                                                                     | 79    |       |
| 2. Januar  | Maurice Perrin                          | französischer Bahnradsportler und Olympiasieger                                                                 | 80    |       |
| 2. Januar  | Hans-Georg Plaut                        | deutscher Unternehmensberater                                                                                   | 73    |       |
| 2. Januar  | Walter Rossow                           | deutscher Landschaftsarchitekt                                                                                  | 81    |       |
| 2. Januar  | Erna Walter                             | deutsche Botanikerin                                                                                            | 98    |       |
| 2. Januar  | Carl Wüsthoff                           | deutscher Schriftsteller                                                                                        | 89    |       |
| 3. Januar  | Judith Anderson                         | australische Schauspielerin                                                                                     | 94    |       |
| 3. Januar  | Liffa Gregoriussen                      | färöische Modeschöpferin und Frauenrechtlerin                                                                   | 87    |       |
| 3. Januar  | Herbert Hassinger                       | österreichischer Historiker                                                                                     | 81    |       |
| 3. Januar  | Walter Kehrer                           | deutscher SS-Oberscharführer                                                                                    | 79    |       |
| 3. Januar  | Walther von Loewenich                   | deutscher evangelisch-lutherischer Kirchenhistoriker                                                            | 88    |       |
| 3. Januar  | Paul Luigs                              | deutscher Manager, Unternehmer und Politiker                                                                    | 89    |       |
| 3. Januar  | Hannes Mayer                            | deutscher Architekt und Baubeamter                                                                              | 95    |       |
| 3. Januar  | Eva Svobodová                           | tschechische Schauspielerin                                                                                     | 84    |       |
| 4. Januar  | Jan Otakar Fischer                      | tschechoslowakischer Übersetzer und Literaturwissenschaftler                                                    | 68    |       |
| 4. Januar  | Ernst Giese                             | Schweizer Maler, Zeichner, Grafiker und Lithograf                                                               | 83    |       |
| 4. Januar  | Teddy Grace                             | US-amerikanische Jazz-Sängerin                                                                                  | 86    |       |
| 4. Januar  | Leonel Trindade                         | portugiesischer Archäologe                                                                                      | 88    |       |
| 5. Januar  | Antonio Ghiardello                      | italienischer Ruderer                                                                                           | 93    |       |
| 5. Januar  | Berta Konrad                            | deutsche Sozialpädagogin und Politikerin                                                                        | 78    |       |
| 5. Januar  | Chester W. Schaeffer                    | US-amerikanischer Filmeditor                                                                                    | 89    |       |
| 5. Januar  | Marchinus van der Valk                  | niederländischer Altphilologe und Theologe                                                                      |       |       |
| 5. Januar  | Max Zweig                               | deutsch-jüdischer Dramatiker                                                                                    | 99    |       |
| 6. Januar  | Udo Adelsberger                         | deutscher Physiker und Erfinder                                                                                 | 87    |       |
| 6. Januar  | Éva Balázs                              | ungarische Skilangläuferin, Orientierungsläuferin und Sportlehrerin                                             | 49    |       |
| 6. Januar  | Karl Buchholz                           | deutscher Buchhändler und Kunsthändler                                                                          | 90    |       |
| 6. Januar  | Bent Christensen                        | dänischer Filmregisseur, Filmproduzent, Drehbuchautor und Schauspieler                                          | 62    |       |
| 6. Januar  | Nikolai Dutow                           | russischer Langstreckenläufer                                                                                   | 53    |       |
| 6. Januar  | Ellis Herndon Hudson                    | US-amerikanischer Mediziner und Hochschullehrer                                                                 | 101   |       |
| 7. Januar  | Richard Hunt                            | US-amerikanischer Fernsehregisseur, Schauspieler und Puppenspieler                                              | 40    |       |
| 7. Januar  | Gerhard Joppich                         | deutscher Kinderarzt                                                                                            | 88    |       |
| 7. Januar  | Andrew Marton                           | ungarisch-US-amerikanischer Regisseur, Produzent und Redakteur                                                  | 87    |       |
| 7. Januar  | Hartwig Neumann                         | deutscher Hauptschullehrer, Bauhistoriker und Festungsforscher                                                  | 49    |       |
| 7. Januar  | Daniele Vargas                          | italienischer Schauspieler                                                                                      | 69    |       |
| 8. Januar  | William Barker                          | britischer Botschafter                                                                                          | 82    |       |
| 8. Januar  | Anthony Dawson                          | schottischer Schauspieler                                                                                       | 75    |       |
| 8. Januar  | Paul Genoud                             | Schweizer Politiker (freisinnig), Staatsrat des Kantons Freiburg, Nationalrat                                   | 75    |       |
| 8. Januar  | Franz Goldner                           | österreichisch-US-amerikanischer Rechtsanwalt und Publizist                                                     | 77    |       |
| 8. Januar  | Gerhard Mensching                       | deutscher Schriftsteller, Puppenspieler und Germanist                                                           | 59    |       |
| 8. Januar  | Natan Peled                             | israelischer Politiker und Minister                                                                             | 78    |       |
| 8. Januar  | Miguel Roca Cabanellas                  | spanischer Erzbischof                                                                                           | 70    |       |
| 8. Januar  | Magdalene Rudolph                       | deutsche Kunsthistorikerin und Direktorin des Angermuseums                                                      | 90    |       |
| 8. Januar  | Nicolas Schöffer                        | ungarisch-französischer Bildhauer, Vater der kybernetischen Kunst                                               | 79    |       |
| 8. Januar  | Louis Terrenoire                        | französischer Journalist und Politiker, Mitglied der Nationalversammlung, MdEP                                  | 83    |       |
| 9. Januar  | Jochen van Aerssen                      | deutscher Politiker (CDU), MdL, MdB, MdEP                                                                       | 50    |       |
| 9. Januar  | Ernst Baumann                           | Schweizer Künstler                                                                                              | 82    |       |
| 9. Januar  | Steve Brodie                            | US-amerikanischer Schauspieler                                                                                  | 72    |       |
| 9. Januar  | Al Coppage                              | US-amerikanischer American-Football-Spieler                                                                     | 75    |       |
| 9. Januar  | Cottonseed Clark                        | US-amerikanischer Musiker und Radiomoderator                                                                    | 82    |       |
| 9. Januar  | Herbert Grünstein                       | deutscher SED-Funktionär                                                                                        | 79    |       |
| 9. Januar  | Willem Baron Michiels van Kessenich     | niederländischer Politiker, Bürgermeister von Maastricht                                                        | 89    |       |
| 9. Januar  | Heinz Krahmer                           | deutscher Bauunternehmer und Politiker (FDP), MdBB                                                              | 50    |       |
| 9. Januar  | Constantino Maradei Donato              | venezolanischer römisch-katholischer Geistlicher                                                                | 76    |       |
| 9. Januar  | Bill Naughton                           | irisch-britischer Autor                                                                                         | 81    |       |
| 9. Januar  | Ernst Oldenburg                         | deutscher Maler und Bildhauer                                                                                   | 78    |       |
| 9. Januar  | Bernhard Timm                           | deutscher Manager, Vorstandsvorsitzender der BASF AG                                                            | 82    |       |
| 9. Januar  | Henrik Zilliacus                        | finnischer Klassischer Philologe, Papyrologe und Epigraphiker                                                   | 83    |       |
| 10. Januar | Roberto Bonomi                          | argentinischer Autorennfahrer                                                                                   | 72    |       |
| 10. Januar | Michel Catteeuw                         | belgischer Radrennfahrer                                                                                        | 81    |       |
| 10. Januar | Werner Doetsch                          | deutscher Jurist und Verbandsfunktionär                                                                         | 65    |       |
| 10. Januar | Adolf Hemberger                         | deutscher Methodologe und Wissenschaftstheoretiker                                                              | 62    |       |
| 10. Januar | Edward Thomas O’Meara                   | US-amerikanischer Geistlicher, Erzbischof von Indianapolis                                                      | 70    |       |
| 10. Januar | Martin S. Svoboda                       | deutscher Tagesschausprecher                                                                                    | 84    |       |
| 10. Januar | Alexander Wilberg                       | österreichischer Rechtsanwalt und Politiker                                                                     | 86    |       |
| 11. Januar | Heikki Aaltoila                         | finnischer Komponist, Arrangeur, Dirigent, und Musikkritiker                                                    | 86    |       |
| 11. Januar | Dawit Hambarzumjan                      | sowjetisch-armenischer Wasserspringer                                                                           | 35    |       |
| 11. Januar | Hal Harris                              | US-amerikanischer Rockabilly-Gitarrist                                                                          | 71    |       |
| 11. Januar | Hans-Wolfgang Heidland                  | evangelischer Theologe                                                                                          | 79    |       |
| 11. Januar | Berthold Jung                           | deutscher Admiral                                                                                               |       |       |
| 11. Januar | Morton Kaer                             | US-amerikanischer Leichtathlet                                                                                  | 89    |       |
| 11. Januar | Emil Küng                               | Schweizer Wirtschaftswissenschaftler und Hochschullehrer                                                        | 77    |       |
| 11. Januar | Heinz Riech                             | deutscher Filmkaufmann                                                                                          | 69    |       |
| 11. Januar | Paul Wipper                             | deutscher Politiker (NSDAP), MdR                                                                                | 85    |       |
| 11. Januar | Kurt Wölcken                            | deutscher Geophysiker, Meteorologe und Polarforscher                                                            | 87    |       |
| 12. Januar | Lode Anthonis                           | belgischer Radrennfahrer                                                                                        | 69    |       |
| 12. Januar | Heinrich Brentrup                       | deutscher Jurist und Landtagsdirektor                                                                           | 72    |       |
| 12. Januar | Willy Bretscher                         | Schweizer Journalist                                                                                            | 94    |       |
| 12. Januar | Bilegiin Damdinsüren                    | mongolischer Komponist                                                                                          | ≈73   |       |
| 12. Januar | Harry van Doorn                         | niederländischer Jurist und Politiker (KVP, PPR, PvdA)                                                          | 76    |       |
| 12. Januar | Kumar Gandharva                         | indischer klassischer Sänger                                                                                    | 67    |       |
| 12. Januar | Herbert Krug                            | deutscher Ingenieur und Hochschullehrer                                                                         | 73    |       |
| 12. Januar | Henri Queffélec                         | französischer Schriftsteller                                                                                    | 81    |       |
| 12. Januar | Clara Redlich                           | deutsche Prähistorikerin                                                                                        | 83    |       |
| 12. Januar | Eugenio Valentini                       | italienischer Ordensgeistlicher, römisch-katholischer Kirchenhistoriker und Hochschullehrer                     | 86    |       |
| 13. Januar | Meade Alcorn                            | US-amerikanischer Politiker                                                                                     | 84    |       |
| 13. Januar | Franco Barberis                         | Schweizer Karikaturist, (Werbe)Grafiker und Modeschöpfer                                                        | 86    |       |
| 13. Januar | Alban Becker                            | deutscher Arzt                                                                                                  | 69    |       |
| 13. Januar | Herbert G. Luft                         | deutsch-US-amerikanischer Journalist und Filmproduzent                                                          | 84    |       |
| 13. Januar | Josef Neckermann                        | deutscher Versandkaufmann und Dressurreiter                                                                     | 79    |       |
| 13. Januar | Gerhard Rose                            | deutscher Tropenmediziner, Chef der Abteilung für Tropische Medizin am Robert-Koch-Institut, im Nürnberger Ä... | 95    |       |
| 14. Januar | Irakli Abaschidse                       | georgisch-sowjetischer Dichter und Politiker                                                                    | 82    |       |
| 14. Januar | F. Elliott Barber                       | US-amerikanischer Jurist und Politiker                                                                          | 79    |       |
| 14. Januar | Heinrich Bramesfeld                     | deutscher Marineoffizier                                                                                        | 92    |       |
| 14. Januar | Henry Felix Kaiser                      | US-amerikanischer Psychologe auf dem Gebiet der Psychometrie und statistischen Psychologie                      | 64    |       |
| 14. Januar | Ernst W. Kalinke                        | deutscher Kameramann                                                                                            | 73    |       |
| 14. Januar | Fritz Schajowicz                        | österreichischer Pathologe; Hochschullehrer in Buenos Aires und St. Louis                                       | 80    |       |
| 14. Januar | Miran Schrott                           | italienischer Eishockeyspieler                                                                                  | 19    |       |
| 14. Januar | Alfred Schweder                         | deutscher SS-Führer und Jurist                                                                                  | 80    |       |
| 14. Januar | Ceslas Spicq                            | römisch-katholischer Geistlicher und Hochschullehrer                                                            | 90    |       |
| 14. Januar | Alf Teichs                              | deutscher Filmproduzent                                                                                         | 87    |       |
| 14. Januar | Karl Zanon                              | italienischer Agronom und Politiker (Südtirol)                                                                  | 71    |       |
| 15. Januar | Fritz Kraatz                            | Schweizer Eishockeyspieler und -funktionär                                                                      | 85    |       |
| 15. Januar | Dee Murray                              | englischer Bassist                                                                                              | 45    |       |
| 16. Januar | Laura Ayres                             | portugiesische Ärztin und Virologin                                                                             | 69    |       |
| 16. Januar | Walter Bartel                           | deutscher Historiker                                                                                            | 87    |       |
| 16. Januar | Ekim Bontschew                          | bulgarischer Geologe                                                                                            | 84    |       |
| 16. Januar | Ajahn Chah                              | buddhistischer Mönch                                                                                            | 73    |       |
| 16. Januar | Werner Hülle                            | deutscher Richter                                                                                               | 88    |       |
| 16. Januar | Robert Martin                           | US-amerikanischer Tontechniker                                                                                  | 75    |       |
| 16. Januar | Wolfgang Metzner                        | deutscher Verleger                                                                                              | 82    |       |
| 16. Januar | Dincă Schileru                          | rumänischer Fußballspieler und -trainer                                                                         |       |       |
| 16. Januar | Hiram Stamper                           | US-amerikanischer Old-Time-Fiddler                                                                              | 98    |       |
| 16. Januar | Theodor Trumpler                        | deutscher Fußballspieler                                                                                        | 84    |       |
| 17. Januar | Jure Detela                             | slowenischer Schriftsteller, Lyriker und Pazifist                                                               | 40    |       |
| 17. Januar | Luise Dornemann                         | deutsche Frauenfunktionärin                                                                                     | 90    |       |
| 17. Januar | Paul Benedikt Jucker-Staehelin          | Schweizer Arzt                                                                                                  | 84    |       |
| 17. Januar | Irmgard Schati                          | deutsche Schauspielerin am Deutschen Staatstheater Temeswar (1953–1983)                                         | 70    |       |
| 17. Januar | Rolf Schill                             | deutscher Komponist und Kapellmeister                                                                           | 58    |       |
| 17. Januar | Henry Stommel                           | US-amerikanischer Ozeanograph                                                                                   | 71    |       |
| 17. Januar | Fritz Eckhard Ulrich                    | deutscher Internist, Endokrinologe und Dichter                                                                  | 57    |       |
| 17. Januar | Charlie Ventura                         | US-amerikanischer Jazzmusiker (Tenorsaxophon)                                                                   | 75    |       |
| 18. Januar | Eugen Dobrogeanu                        | rumänischer Polizeioffizier                                                                                     | 78    |       |
| 18. Januar | George Hill                             | US-amerikanischer Leichtathlet                                                                                  | 90    |       |
| 18. Januar | Wilhelm Koch                            | deutscher Manager                                                                                               | 84    |       |
| 18. Januar | Ruby R. Levitt                          | US-amerikanische Szenenbildnerin                                                                                | 84    |       |
| 19. Januar | Pietro di Donato                        | italo-US-amerikanischer Schriftsteller                                                                          | 80    |       |
| 19. Januar | Richard Schatzki                        | deutsch-US-amerikanischer Röntgenologe                                                                          | 89    |       |
| 19. Januar | Liselotte Willführ                      | deutsche Schauspielerin                                                                                         | 79    |       |
| 20. Januar | José Araújo                             | kapverdischer Widerstandskämpfer und späterer Politiker der PAIGC bzw. PAICV                                    |       |       |
| 20. Januar | Ellen Bernkopf-Catzenstein              | deutsche Bildhauerin und durch die Zeit des Nationalsozialismus Emigrantin nach Palästina                       | 87    |       |
| 20. Januar | Karl Bobek                              | deutscher Bildhauer                                                                                             | 66    |       |
| 20. Januar | Abdel Khaliq Hassuna                    | ägyptischer Politiker                                                                                           | 93    |       |
| 20. Januar | Jean-Pierre Lecocq                      | belgischer Molekularbiologe und Unternehmer                                                                     | 44    |       |
| 20. Januar | Gerhard Lenssen                         | deutscher Dirigent und Opernregisseur                                                                           | 79    |       |
| 20. Januar | Gerhard Meyer-Schwickerath              | deutscher Mediziner, Begründer der Lichtkoagulation (Augenheilkunde)                                            | 71    |       |
| 20. Januar | Robert Purrmann                         | deutscher Chemiker                                                                                              | 77    |       |
| 20. Januar | Katrin Sello                            | deutsche Kunsthistorikerin, Kunstkritikerin und Direktorin des Kunstvereins Hannover                            | 50    |       |
| 20. Januar | Paul Tröger                             | deutscher Schachmeister                                                                                         | 78    |       |
| 20. Januar | Erich Viehweger                         | deutscher Maler und Bühnenbildner                                                                               | 84    |       |
| 21. Januar | Boris Alexandrowitsch Arapow            | russischer Komponist                                                                                            | 86    |       |
| 21. Januar | Liesel Bach                             | deutsche Kunstfliegerin                                                                                         | 86    |       |
| 21. Januar | Hansjörg Bloesch                        | Schweizer Klassischer Archäologe und Numismatiker                                                               | 79    |       |
| 21. Januar | Edmund Collein                          | deutscher Architekt                                                                                             | 86    |       |
| 21. Januar | Bernard Cornut-Gentille                 | französischer Kolonialadministrator, Diplomat und Politiker                                                     | 81    |       |
| 21. Januar | Champion Jack Dupree                    | US-amerikanischer Blues-Sänger und -Pianist                                                                     | 82    |       |
| 21. Januar | Franz Hanreiter                         | österreichischer Fußballspieler                                                                                 | 78    |       |
| 21. Januar | Eddie Mabo                              | australischer Führer und Liedermacher der Torres-Strait-Insulaner                                               | 55    |       |
| 21. Januar | Will Schwarz                            | deutscher Architekt, Stadtplaner und Künstler                                                                   |       |       |
| 21. Januar | Gustav Tobler                           | Schweizer Redaktor, Verlagsleiter und Autor                                                                     | 87    |       |
| 22. Januar | Wilhelm von Battlehner                  | österreichischer Kunstmaler                                                                                     | 85    |       |
| 22. Januar | Broder Carstensen                       | deutscher Sprachwissenschaftler und Hochschullehrer                                                             | 65    |       |
| 22. Januar | Otto Sadler                             | deutscher Bankkaufmann und Politiker (CDU), MdV                                                                 | 74    |       |
| 22. Januar | Giovanni Scher                          | italienischer Ruderer                                                                                           | 76    |       |
| 22. Januar | John Davis Skilton                      | amerikanischer Offizier                                                                                         | 82    |       |
| 22. Januar | Francisco Urroz                         | chilenischer Fußballspieler                                                                                     | 71    |       |
| 22. Januar | Joseph Weishaupt                        | deutscher Hörfunkjournalist                                                                                     | 38    |       |
| 22. Januar | Ernst Wolff                             | deutsch-US-amerikanischer Bariton                                                                               | 86    |       |
| 23. Januar | Freddie Bartholomew                     | US-amerikanischer Schauspieler irischer Abstammung                                                              | 67    |       |
| 23. Januar | Otto Detlev Creutzfeldt                 | deutscher Neurologe                                                                                             | 64    |       |
| 23. Januar | Hildegard Marx                          | deutsche Politikerin                                                                                            | 79    |       |
| 23. Januar | Harry Mortimer                          | britischer Komponist und Dirigent                                                                               | 89    |       |
| 23. Januar | Norman Read                             | US-amerikanischer Bergsteiger                                                                                   | 101   |       |
| 23. Januar | Ian Wolfe                               | US-amerikanischer Schauspieler                                                                                  | 95    |       |
| 24. Januar | John Bleifer                            | polnisch-US-amerikanischer Schauspieler                                                                         | 90    |       |
| 24. Januar | Ken Darby                               | US-amerikanischer Filmkomponist                                                                                 | 82    |       |
| 24. Januar | Manuel Guitián                          | spanischer Schauspieler                                                                                         | 91    |       |
| 24. Januar | Klaes Karppinen                         | finnischer Skilangläufer                                                                                        | 84    |       |
| 24. Januar | Raimond Kaugver                         | estnischer Schriftsteller                                                                                       | 65    |       |
| 24. Januar | Karl Spiesberger                        | österreichischer Schriftsteller und Magier                                                                      | 87    |       |
| 24. Januar | Jenő Szilágyi                           | ungarischer Leichtathlet                                                                                        | 81    |       |
| 25. Januar | Raban Adelmann                          | deutscher Politiker (CDU), MdB und Diplomat                                                                     | 79    |       |
| 25. Januar | Guido Buzzelli                          | italienischer Comiczeichner und Illustrator                                                                     | 64    |       |
| 25. Januar | Mahmoud Riad                            | ägyptischer Politiker, Generalsekretär der Arabischen Liga (1972–1979)                                          | 75    |       |
| 25. Januar | Karlheinz Stoll                         | deutscher evangelischer Theologe und Bischof                                                                    | 64    |       |
| 26. Januar | José Ferrer                             | puerto-ricanischer Schauspieler und Regisseur                                                                   | 80    |       |
| 26. Januar | Hans Schulze                            | deutscher Wasserballspieler                                                                                     | 80    |       |
| 26. Januar | Viktors Lorencs                         | lettischer Drehbuchautor und Schauspieler                                                                       | 64    |       |
| 27. Januar | John Alcorn                             | US-amerikanischer Grafikdesigner und Illustrator                                                                | 56    |       |
| 27. Januar | Aloys Bernatzky                         | deutscher Garten- und Landschaftsarchitekt, Biologe, Naturschützer und Städtebauer sowie Verfasser landeskun... | 81    |       |
| 27. Januar | Luigi Durand de la Penne                | italienischer Marineoffizier                                                                                    | 77    |       |
| 27. Januar | Gwen Ffrangcon Davies                   | britische Theater- und Filmschauspielerin                                                                       | 101   |       |
| 27. Januar | Sally Francesca Hayfron                 | simbabwische Politikerin, Politikerin und Ehefrau von Robert Mugabe                                             | 60    |       |
| 27. Januar | Hans Richtscheid                        | deutscher Philosoph                                                                                             | 85    |       |
| 27. Januar | Henriette von Schirach                  | deutsche Schriftstellerin und Ehefrau von Baldur von Schirach                                                   | 78    |       |
| 27. Januar | Senta Maria Schmid                      | deutsche Choreografin                                                                                           | 83    |       |
| 28. Januar | Arvid Andersson                         | schwedischer Turner                                                                                             | 95    |       |
| 28. Januar | Nahman Avigad                           | israelischer Archäologe                                                                                         | 86    |       |
| 28. Januar | Səfa Axundov                            | aserbaidschanischer Pilot und Nationalheld Aserbaidschans                                                       | 33    |       |
| 28. Januar | Werner Baer                             | deutsch-australischer Musiker                                                                                   | 77    |       |
| 28. Januar | Herta Fey                               | deutsche Schwimmerin                                                                                            | 78    |       |
| 28. Januar | Wanda Jablonski                         | US-amerikanische Fachjournalistin in der Erdölindustrie                                                         | 71    |       |
| 28. Januar | Hans Lang                               | österreichischer Komponist von Unterhaltungsmusik und Wienerliedern                                             | 83    |       |
| 28. Januar | Kuno Raeber                             | Schweizer Lyriker und Romancier                                                                                 | 69    |       |
| 28. Januar | Fritz Scheller                          | deutscher Politiker (SED)                                                                                       | 82    |       |
| 28. Januar | Wiktor Wasiljewitsch Serjogin           | aserbaidschanischer Pilot ukrainischer Abstammung                                                               | 47    |       |
| 28. Januar | Arvo Ylppö                              | finnischer Neonatologe bzw. Kindermediziner                                                                     | 104   |       |
| 29. Januar | Raissa Achmatowa                        | sowjetische bzw. russische Dichterin tschetschenischer Herkunft                                                 | 63    |       |
| 29. Januar | Michael Hicks Beach, 2. Earl St. Aldwyn | britischer Peer und Politiker (Conservative Party)                                                              | 79    |       |
| 29. Januar | Josefthomas Brinkschröder               | deutscher Maler und Bildhauer                                                                                   | 82    |       |
| 29. Januar | Willy Cullmann                          | deutscher Sachbuchautor und Kakteenzüchter                                                                      | 86    |       |
| 29. Januar | Willie Dixon                            | US-amerikanischer Bluesmusiker                                                                                  | 76    |       |
| 29. Januar | Jean-Louis Jeanmaire                    | Schweizer Offizier                                                                                              | 81    |       |
| 29. Januar | Albin Novšak                            | jugoslawischer Skispringer                                                                                      | 76    |       |
| 30. Januar | Albert Francis Birch                    | US-amerikanischer Geophysiker                                                                                   | 88    |       |
| 30. Januar | Hans Fleischhacker                      | deutscher Anthropologe und SS-Obersturmführer                                                                   | 79    |       |
| 30. Januar | Michael Schattenhofer                   | deutscher Historiker                                                                                            | 76    |       |
| 30. Januar | George Temple                           | englischer Mathematiker und Physiker                                                                            | 90    |       |
| 31. Januar | Helene Blum-Gliewe                      | deutsche Bühnenbildnerin und Architekturmalerin                                                                 | 84    |       |
| 31. Januar | Ludwig Geyer                            | deutscher Radrennfahrer                                                                                         | 87    |       |
| 31. Januar | Rudolf Graber                           | römisch-katholischer Bischof von Regensburg                                                                     | 88    |       |
| 31. Januar | Mel Hein                                | US-amerikanischer American-Football-Spieler                                                                     | 82    |       |
| 31. Januar | Martin Held                             | deutscher Schauspieler                                                                                          | 83    |       |
| 31. Januar | Marian Szyrocki                         | polnischer Germanist, Literaturhistoriker und Herausgeber                                                       | 63    |       |
| Januar     | Gustav Galle                            | deutscher Politiker, Regierungspräsident                                                                        | 92    |       |
| Januar     | Leopold Vogl                            | österreichischer Fußballspieler und -trainer                                                                    | 81    |       |

## Februar
| Tag         | Name                                | Beruf, bekannt als                                                                                | Alter | Beleg |
| ----------- | ----------------------------------- | ------------------------------------------------------------------------------------------------- | ----- | ----- |
| 1. Februar  | Maurice John Dingman                | US-amerikanischer Geistlicher, Bischof von Des Moines                                             | 78    |       |
| 1. Februar  | Jean Hamburger                      | französischer Mediziner und Essayist                                                              | 82    |       |
| 1. Februar  | Irving Kaufman                      | US-amerikanischer Jurist                                                                          | 81    |       |
| 1. Februar  | Leo Ketelaars                       | niederländischer Opernsänger und Gesangspädagoge                                                  | 78    |       |
| 1. Februar  | Konrad Paschen                      | deutscher Sportpädagoge                                                                           | 82    |       |
| 1. Februar  | Otto Michael Schmitt                | deutscher Maler                                                                                   | 88    |       |
| 1. Februar  | Lasse Werner                        | schwedischer Musiker und Schauspieler                                                             | 57    |       |
| 2. Februar  | Erich Lackner                       | deutscher Ingenieur                                                                               | 78    |       |
| 3. Februar  | Illa Andreae                        | deutsche Schriftstellerin                                                                         | 89    |       |
| 3. Februar  | Otto Arndt                          | deutscher Politiker (SED), MdV, Minister für Verkehrswesen der DDR                                | 71    |       |
| 3. Februar  | Roman Clemens                       | deutscher Bühnenbildner und Gestalter                                                             | 81    |       |
| 3. Februar  | Knut Fridell                        | schwedischer Ringer                                                                               | 83    |       |
| 3. Februar  | Bruno Heinrich                      | österreichischer Zisterzienser                                                                    | 83    |       |
| 4. Februar  | Karlen Abgarjan                     | sowjetischer Mathematiker und Kybernetiker                                                        | 63    |       |
| 4. Februar  | Junior Cook                         | US-amerikanischer Jazzmusiker                                                                     | 57    |       |
| 4. Februar  | Alan Davies                         | walisischer Fußballspieler                                                                        | 30    |       |
| 4. Februar  | John Dehner                         | US-amerikanischer Schauspieler                                                                    | 76    |       |
| 4. Februar  | Lisa Fonssagrives                   | schwedisches Modell                                                                               | 80    |       |
| 4. Februar  | Richard Goschütz                    | deutscher Politiker (SED), MdV, Minister für Kohle und Energie der DDR                            | 79    |       |
| 4. Februar  | Gianni Rizzo                        | italienischer Schauspieler                                                                        | 67    |       |
| 4. Februar  | Udo Tischer                         | deutscher Politiker (CDU, Grüne), MdB und Gewerkschafter                                          | 35    |       |
| 4. Februar  | Werner Wittig                       | deutscher Radsportler                                                                             | 82    |       |
| 4. Februar  | Pawel Wladimirowitsch Zybin         | sowjetischer Konstrukteur im Bereich Luft- und Raumfahrt                                          | 86    |       |
| 5. Februar  | Gustav Eder                         | deutscher Boxer                                                                                   | 84    |       |
| 5. Februar  | Vittorio Gelmetti                   | italienischer Komponist                                                                           | 65    |       |
| 5. Februar  | Hubert Groß                         | deutscher Architekt, Stadtbaurat in Würzburg und Stadtplaner im besetzten Warschau                | 95    |       |
| 5. Februar  | Hayakawa Sachio                     | japanischer Astrophysiker und Physiker                                                            | 68    |       |
| 5. Februar  | Joseph Khoury                       | maronitischer Erzbischof von Tyros                                                                | 72    |       |
| 5. Februar  | Carter Manasco                      | US-amerikanischer Rechtsanwalt und Politiker                                                      | 90    |       |
| 5. Februar  | Sergio Méndez Arceo                 | mexikanischer Geistlicher, römisch-katholischer Bischof                                           | 84    |       |
| 5. Februar  | Hubert Schoonbroodt                 | belgischer Organist, Oboist, Dirigent und Chorleiter                                              | 50    |       |
| 6. Februar  | Erich Andres                        | deutscher Bildberichterstatter                                                                    | 87    |       |
| 6. Februar  | Erich Kabesch                       | österreichischer Politiker (ÖVP), Landtagsabgeordneter, Abgeordneter zum Nationalrat              | 86    |       |
| 6. Februar  | Wayde Preston                       | US-amerikanischer Schauspieler                                                                    | 62    |       |
| 6. Februar  | Felix Rexhausen                     | deutscher Journalist, Autor und Satiriker                                                         | 59    |       |
| 6. Februar  | Paul Schmitz                        | deutscher Dirigent                                                                                | 93    |       |
| 6. Februar  | Cedric Sloane                       | australischer Skilangläufer                                                                       | 76    |       |
| 7. Februar  | Walter Stranka                      | deutscher Lyriker, Hörspiel- und Fernsehautor                                                     | 72    |       |
| 8. Februar  | Alfred Leikam                       | deutscher Gerechter unter den Völkern                                                             | 76    |       |
| 8. Februar  | Klaus Matzel                        | deutscher Germanist und Sprachwissenschaftler                                                     | 68    |       |
| 8. Februar  | Bazoline Estelle Usher              | US-amerikanische Lehrerin und Schulleiterin                                                       | 106   |       |
| 8. Februar  | Tommy Williams                      | US-amerikanischer Eishockeyspieler                                                                | 51    |       |
| 9. Februar  | Andor Foldes                        | US-amerikanischer Pianist ungarischer Herkunft                                                    | 78    |       |
| 9. Februar  | Robert Hakim                        | ägyptischer Filmproduzent                                                                         | 84    |       |
| 9. Februar  | Edward Sagendorph Mason             | US-amerikanischer Wirtschaftswissenschaftler                                                      | 92    |       |
| 9. Februar  | Santiago Sebastián                  | spanischer Kunsthistoriker und Hochschullehrer                                                    | 60    |       |
| 10. Februar | Alex Haley                          | US-amerikanischer Schriftsteller                                                                  | 70    |       |
| 10. Februar | Fred Hynes                          | US-amerikanischer Toningenieur                                                                    | 83    |       |
| 10. Februar | Jim Pepper                          | US-amerikanischer Jazz-Saxophonist und indianischer Sänger                                        | 50    |       |
| 11. Februar | Marjorie Fiske                      | US-amerikanische Sozialpsychologin                                                                | 77    |       |
| 11. Februar | Johnny Garrett                      | US-amerikanischer Vergewaltiger und Mörder                                                        | 28    |       |
| 11. Februar | Adolph Giesl-Gieslingen             | österreichischer Lokomotivkonstrukteur und Techniker                                              | 88    |       |
| 11. Februar | Walter Grossmann                    | US-amerikanischer Bibliothekar und Historiker                                                     | 73    |       |
| 11. Februar | Herbert Krause                      | deutscher Brigadegeneral der Bundeswehr                                                           | 79    |       |
| 11. Februar | Gerhard Mildenberger                | deutscher Prähistoriker                                                                           | 76    |       |
| 11. Februar | Robert Russell                      | US-amerikanischer Drehbuchautor                                                                   | 80    |       |
| 11. Februar | Morrnah Simeona                     | US-amerikanische Kräuterheilerin                                                                  | 78    |       |
| 12. Februar | Bep van Klaveren                    | niederländischer Boxer                                                                            | 84    |       |
| 12. Februar | Yehuda Nevo                         | israelischer Archäologe und Autor                                                                 |       |       |
| 12. Februar | Karl-Alfred Odin                    | deutscher Theologe, Journalist und Publizist                                                      | 69    |       |
| 12. Februar | Stella Roman                        | rumänische Sopranistin                                                                            | 87    |       |
| 12. Februar | Rey Scott                           | US-amerikanischer Journalist und Dokumentarfilmer                                                 | 87    |       |
| 12. Februar | Robert Kilburn Spaulding            | US-amerikanischer Romanist und Hispanist                                                          | 94    |       |
| 13. Februar | Nikolai Nikolajewitsch Bogoljubow   | sowjetischer theoretischer Physiker und Mathematiker                                              | 82    |       |
| 13. Februar | Natalja Wladimirowna Kind           | sowjetische bzw. russische Geologin                                                               | 74    |       |
| 13. Februar | Gyula Kovács                        | ungarischer Jazzschlagzeuger                                                                      | 62    |       |
| 13. Februar | Willi Mertzlufft                    | deutscher Fußballspieler                                                                          | 63    |       |
| 13. Februar | Carl Reinhard                       | deutscher Landwirt und Politiker (CDU), MdB                                                       | 82    |       |
| 13. Februar | Andreas Salmen                      | deutscher LGBT-Aktivist                                                                           | 29    |       |
| 13. Februar | Hans-Günther Seraphim               | deutscher Historiker und Bibliothekar                                                             | 88    |       |
| 13. Februar | Warren Westlund                     | US-amerikanischer Ruderer                                                                         | 65    |       |
| 14. Februar | Wilhelm Buddenberg                  | deutscher Lehrer und Politiker (CDU), MdL                                                         | 77    |       |
| 14. Februar | Gianfranco Folena                   | italienischer Romanist, Italianist und Lexikograf                                                 | 71    |       |
| 14. Februar | Alex Lovy                           | US-amerikanischer Animator und Regisseur von Zeichentrickfilmen                                   | 78    |       |
| 14. Februar | Elisabeth Schnack                   | Schweizer Schriftstellerin                                                                        | 92    |       |
| 14. Februar | Gene Venzke                         | US-amerikanischer Leichtathlet                                                                    | 83    |       |
| 15. Februar | Hermann Axen                        | deutscher Politiker (SED), MdV, Mitglied des Politbüros des ZK der SED                            | 75    |       |
| 15. Februar | Adolf Brunner                       | Schweizer Komponist                                                                               | 90    |       |
| 15. Februar | Walter Fabian                       | deutscher Politiker (SPD, SAPD), antifaschistischer Widerstandskämpfer und Journalist             | 89    |       |
| 15. Februar | María Elena Moyano Delgado          | peruanische Politikerin                                                                           | 33    |       |
| 15. Februar | Shōsaku Numa                        | japanischer Molekularbiologe und Biochemiker                                                      | 63    |       |
| 15. Februar | Arnold Raether                      | deutscher Produktionsleiter, NS-Funktionär und Vizepräsident der Reichsfilmkammer                 | 95    |       |
| 15. Februar | Gerhard Riege                       | deutscher Politiker (PDS), MdV, MdB                                                               | 61    |       |
| 15. Februar | William Schuman                     | US-amerikanischer Komponist                                                                       | 81    |       |
| 16. Februar | Angela Carter                       | englische Schriftstellerin                                                                        | 51    |       |
| 16. Februar | Max Diamant                         | deutscher Journalist und Gewerkschafter                                                           | 83    |       |
| 16. Februar | Noël Foré                           | belgischer Radrennfahrer                                                                          | 59    |       |
| 16. Februar | Walter Franz                        | deutscher Physiker                                                                                | 80    |       |
| 16. Februar | George MacBeth                      | schottischer Schriftsteller und Dichter                                                           | 60    |       |
| 16. Februar | Abbas al-Musawi                     | libanesischer schiitischer Islamist und Generalsekretär des militärischen Flügels der Hisbollah   |       |       |
| 16. Februar | Oleksandr Ohloblyn                  | ukrainischer Historiker                                                                           | 92    |       |
| 16. Februar | Jânio Quadros                       | brasilianischer Politiker, Präsident Brasiliens (1961)                                            | 75    |       |
| 16. Februar | Herman Wold                         | schwedischer Mathematiker und Statistiker                                                         | 83    |       |
| 17. Februar | John Fieldhouse, Baron Fieldhouse   | britischer Peer, Marineoffizier und Politiker                                                     | 64    |       |
| 17. Februar | Annemarie Hanke                     | deutsche Politikerin (CDU), MdL                                                                   | 56    |       |
| 17. Februar | Irmgard Kotte-Weidauer              | deutsche Glasgestalterin                                                                          | 84    |       |
| 17. Februar | Amadé Salzmann                      | Schweizer Musiker und Komponist                                                                   | 44    |       |
| 18. Februar | Sylvain Arend                       | belgischer Astronom                                                                               | 89    |       |
| 18. Februar | Ian Armit                           | britischer Jazz- und Bluesmusiker                                                                 | 62    |       |
| 18. Februar | Heinz Bratschi                      | Schweizer Politiker (SP)                                                                          | 66    |       |
| 18. Februar | Juan Cambareri                      | argentinischer Bandoneonist, Bandleader und Tangokomponist                                        | 75    |       |
| 18. Februar | Konstantinos Th. Dimaras            | griechischer Neogräzist                                                                           | 87    |       |
| 18. Februar | Erich Gust                          | deutscher Schutzhaftlagerführer im KZ Buchenwald                                                  | 82    |       |
| 18. Februar | Arthur Maximilian Miller            | deutscher Schriftsteller                                                                          | 90    |       |
| 18. Februar | Michail Wladimirowitsch Wolkenstein | russischer Biophysiker                                                                            | 79    |       |
| 19. Februar | Joseph L. Fisher                    | US-amerikanischer Politiker                                                                       | 78    |       |
| 19. Februar | Vladimir Pozner                     | französischer Romancier und Essayist                                                              | 87    |       |
| 19. Februar | Theodor Wagner-Jauregg              | österreichischer Chemiker                                                                         | 88    |       |
| 20. Februar | William Arrowsmith                  | US-amerikanischer klassischer Philologe und vergleichender Literaturwissenschaftler               | 67    |       |
| 20. Februar | Muhammad Asad                       | islamischer Gelehrter                                                                             | 91    |       |
| 20. Februar | Eugene Robert Black                 | 3. Präsident der Weltbankgruppe, Investmentbanker                                                 | 93    |       |
| 20. Februar | A. J. Casson                        | kanadischer Maler                                                                                 | 93    |       |
| 20. Februar | Roberto D’Aubuisson Arrieta         | salvadorianischer Politiker                                                                       | 47    |       |
| 20. Februar | Karl Fees                           | deutscher Politiker (SPD, dann NSDAP)                                                             | 90    |       |
| 20. Februar | Pierre Dervaux                      | französischer Dirigent, Komponist und Musikpädagoge                                               | 75    |       |
| 20. Februar | Valentin Horn                       | deutscher Agrarwissenschaftler und Tiermediziner                                                  | 90    |       |
| 20. Februar | Dick York                           | US-amerikanischer Film- und Fernsehschauspieler                                                   | 63    |       |
| 21. Februar | Cootje Horst                        | niederländische Malerin                                                                           | 71    |       |
| 21. Februar | Kate ter Horst                      | niederländische Kriegsopferhelferin                                                               | 85    |       |
| 21. Februar | Eva Jessye                          | US-amerikanische Chorleiterin und Komponistin                                                     | 97    |       |
| 21. Februar | Barbara Lüdemann                    | deutsche Politikerin (FDP), MdB                                                                   | 69    |       |
| 21. Februar | Hans Puls                           | deutscher Musikwissenschaftler, Philosophie- und Sprachlehrer sowie ein Kirchenliederkomponist    | 77    |       |
| 21. Februar | Henri Préaux                        | französischer Steuermann                                                                          | 80    |       |
| 21. Februar | María Uribe                         | mexikanische Leichtathletin                                                                       | 83    |       |
| 22. Februar | Nicolas Bochatay                    | Schweizer Skirennfahrer                                                                           | 27    |       |
| 22. Februar | Erik Boettcher                      | deutscher Wirtschaftswissenschaftler und Sachbuchautor                                            | 72    |       |
| 22. Februar | Oscar Broneer                       | schwedisch-US-amerikanischer Klassischer Archäologe                                               | 97    |       |
| 22. Februar | Josef Hintermayer                   | österreichischer Landwirt und Politiker (FPÖ), Landtagsabgeordneter, Abgeordneter zum Nationalrat | 60    |       |
| 22. Februar | Tadeusz Łomnicki                    | polnischer Schauspieler                                                                           | 64    |       |
| 22. Februar | Richard Reuther                     | deutscher Turner und Trainer                                                                      | 83    |       |
| 22. Februar | Stefanie Roeger                     | deutsche Politikerin (CDU), MdL                                                                   | 87    |       |
| 22. Februar | Rivka Schatz Uffenheimer            | israelische Wissenschaftlerin, Hochschullehrerin, Judaistin, Autorin                              | 64    |       |
| 22. Februar | Paul Winter                         | französischer Diskuswerfer                                                                        | 86    |       |
| 22. Februar | Kurt Wires                          | finnischer Kanute und Olympiasieger                                                               | 72    |       |
| 23. Februar | Joseph Armone                       | US-amerikanischer Gangster                                                                        | 74    |       |
| 23. Februar | Dwight Le Merton Bolinger           | US-amerikanischer Sprachforscher und Hispanist                                                    | 84    |       |
| 23. Februar | Ludwig Lallinger                    | deutscher Politiker (Bayernpartei), MdL                                                           | 83    |       |
| 23. Februar | Erich Ledwinka                      | österreichischer Autokonstrukteur                                                                 | 87    |       |
| 23. Februar | Maurice Raes                        | belgischer Radrennfahrer                                                                          | 75    |       |
| 23. Februar | Markos Vafiadis                     | griechischer Politiker und Offizier im griechischen Bürgerkrieg (1946–1949)                       | 86    |       |
| 23. Februar | Richard Ziegler                     | deutscher Maler, Zeichner und Graphiker                                                           | 100   |       |
| 23. Februar | Blanka Zmigrod                      | Überlebende des Holocaust, wurde ermordet                                                         | 68    |       |
| 24. Februar | Ljubomir Benčić                     | jugoslawischer Fußballtrainer und -spieler                                                        | 87    |       |
| 24. Februar | Alberto Iria                        | portugiesischer Historiker und Archivar                                                           | 82    |       |
| 24. Februar | Hans Kuhlendahl                     | deutscher Neurochirurg und Hochschullehrer                                                        | 81    |       |
| 24. Februar | Maria Meinen                        | Schweizer Schriftstellerin und Tänzerin                                                           | 86    |       |
| 24. Februar | Dwight V. Swain                     | amerikanischer Schriftsteller                                                                     | 76    |       |
| 25. Februar | Robert Bürger                       | deutscher Offizier                                                                                | 77    |       |
| 25. Februar | Andrews Engelmann                   | deutschbaltischer Schauspieler                                                                    | 90    |       |
| 25. Februar | Ursula Hensel-Krüger                | deutsche Bildhauerin                                                                              | 66    |       |
| 25. Februar | Günther Mittergradnegger            | österreichischer Komponist und Chorleiter                                                         | 69    |       |
| 25. Februar | Carl Monssen                        | norwegischer Ruderer                                                                              | 70    |       |
| 26. Februar | Marguerite Ross Barnett             | Präsidentin der University of Houston                                                             | 49    |       |
| 26. Februar | Florence Li Tim-Oi                  | anglikanische Geistliche                                                                          | 84    |       |
| 26. Februar | Gerrit Schulte                      | niederländischer Radrennfahrer                                                                    | 76    |       |
| 26. Februar | Theo Spreter von Kreudenstein       | deutscher Kieferchirurg und Hochschullehrer in Kiel                                               | 83    |       |
| 26. Februar | Wilhelm Willig                      | deutscher Politiker (KPD), MdL                                                                    | 81    |       |
| 27. Februar | Algirdas Julien Greimas             | litauischer Semiotiker                                                                            | 74    |       |
| 27. Februar | S. I. Hayakawa                      | US-amerikanischer Akademiker und Politiker                                                        | 85    |       |
| 27. Februar | John Rothenstein                    | englischer Kunsthistoriker und Autor                                                              | 90    |       |
| 28. Februar | Arsène Becuwe                       | belgischer Komponist und Dirigent                                                                 | 100   |       |
| 28. Februar | Blues Queen Sylvia                  | US-amerikanische Bluesmusikerin                                                                   | 50    |       |
| 28. Februar | Kurt Brackmann                      | deutscher Jurist                                                                                  | 79    |       |
| 28. Februar | Heinrich Maria Ledig-Rowohlt        | deutscher Verleger                                                                                | 83    |       |
| 28. Februar | Enzo Pulcrano                       | italienischer Schauspieler                                                                        | 48    |       |
| 28. Februar | Bert Wilson                         | kanadischer Eishockeyspieler                                                                      | 42    |       |
| 29. Februar | Asher Hobson                        | US-amerikanischer Agrarökonom                                                                     | 102   |       |
| 29. Februar | Ferenc Karinthy                     | ungarischer Schriftsteller                                                                        | 70    |       |
| 29. Februar | Achim Kunze                         | deutscher Politiker                                                                               | 59    |       |
| 29. Februar | La Lupe                             | kubanische Sängerin                                                                               | 55    |       |
| 29. Februar | Ruth Pitter                         | britische Dichterin                                                                               | 94    |       |
| 29. Februar | Margaret Thompson                   | US-amerikanische Numismatikerin                                                                   | 81    |       |
| Februar     | Barney Burcham                      | US-amerikanischer Country- und Rockabilly-Musiker                                                 | 68    |       |
| Februar     | Avraham Harman                      | israelischer Diplomat und Hochschuladministrator                                                  |       |       |
| Februar     | Erich Hein                          | deutscher Mediziner und Medizinalbeamter                                                          |       |       |
| Februar     | Oskar Pusch                         | deutscher Genealoge                                                                               | 89    |       |
| Februar     | Arkadi Iwanowitsch Tschernyschow    | sowjetischer Eishockeyspieler und -trainer                                                        | 77    |       |

## März
| Tag      | Name                                     | Beruf, bekannt als                                                                                       | Alter | Beleg |
| -------- | ---------------------------------------- | --- | ----- | ----- |
| 1. März  | Howard Payne                             | britischer Hammerwerfer                                                                                  | 59    |       |
| 1. März  | Hellmut Sieglerschmidt                   | deutscher Politiker (SPD), MdL, MdB, MdEP                                                                | 74    |       |
| 1. März  | Karlo Štajner                            | jugoslawischer Kommunist                                                                                 | 90    |       |
| 2. März  | Heinz Abraham                            | deutscher Politiker (SED)                                                                                | 80    |       |
| 2. März  | Robert Clatworthy                        | US-amerikanischer Szenenbildner                                                                          | 80    |       |
| 2. März  | Sandy Dennis                             | US-amerikanische Schauspielerin                                                                          | 54    |       |
| 2. März  | Edward Devitt                            | US-amerikanischer Jurist und Politiker                                                                   | 80    |       |
| 2. März  | Sven Lange                               | deutscher Boxer                                                                                          | 25    |       |
| 2. März  | Samuel Marx                              | US-amerikanischer Filmproduzent                                                                          | 90    |       |
| 2. März  | Jackie Mudie                             | schottischer Fußballspieler und -trainer                                                                 | 61    |       |
| 2. März  | Lotte Schenk-Danzinger                   | österreichische Psychologin                                                                              | 86    |       |
| 2. März  | Wilhelmine Schirmer-Pröscher             | deutsche Politikerin (LDPD), MdV                                                                         | 102   |       |
| 2. März  | Heinrich Stakemeier                      | deutscher Jurist, Verwaltungsbeamter und Politiker (FDP)                                                 | 71    |       |
| 2. März  | Heinz Stolte                             | deutscher Germanist und Hochschullehrer                                                                  | 77    |       |
| 3. März  | Robert Beatty                            | kanadischer Schauspieler                                                                                 | 82    |       |
| 3. März  | Lella Lombardi                           | italienische Automobilrennfahrerin                                                                       | 50    |       |
| 3. März  | Dante Maggio                             | italienischer Schauspieler                                                                               | 83    |       |
| 3. März  | Adolfo Sarti                             | italienischer Politiker, Mitglied der Camera dei deputati                                                | 63    |       |
| 3. März  | Willi Schirrmacher                       | deutscher Politiker (SPD), MdL                                                                           | 85    |       |
| 3. März  | Curt Stenvert                            | österreichischer Künstler                                                                                | 71    |       |
| 3. März  | Eux Stocke                               | deutscher Unternehmer                                                                                    | 96    |       |
| 4. März  | Néstor Almendros                         | spanischer Kameramann und Filmregisseur                                                                  | 61    |       |
| 4. März  | Art Babbitt                              | US-amerikanischer Animator (Film)                                                                        | 84    |       |
| 4. März  | Joseph Buttinger                         | österreichischer Politiker                                                                               | 85    |       |
| 4. März  | Jewgeni Alexandrowitsch Jewstignejew     | russischer Schauspieler                                                                                  | 65    |       |
| 4. März  | Mathai Kochuparampil                     | indischer Ordensgeistlicher, Bischof von Diphu                                                           | 52    |       |
| 4. März  | Hans Lehmacher                           | deutscher Jurist, Stadtdirektor von Düren                                                                | 67    |       |
| 4. März  | Martin Lehnert                           | deutscher Anglist, Mediävist und Shakespeare-Forscher                                                    | 81    |       |
| 4. März  | Pare Lorentz                             | US-amerikanischer Dokumentarfilmer                                                                       | 86    |       |
| 4. März  | Wheeler McMillen                         | US-amerikanischer Landwirtschaftsjournalist                                                              | 99    |       |
| 4. März  | Mary Osborne                             | US-amerikanische Jazzmusikerin (Gitarre, Gesang)                                                         | 70    |       |
| 4. März  | Sándor Veress                            | ungarischer Komponist                                                                                    | 85    |       |
| 5. März  | Santos Balmori Picazo                    | mexikanischer Maler                                                                                      | 92    |       |
| 5. März  | Peter Hadland Davis                      | britischer Botaniker                                                                                     | 73    |       |
| 5. März  | Peter Hamel                              | deutscher Politiker (SPD), MdL                                                                           | 76    |       |
| 5. März  | Karin Hardt                              | deutsche Schauspielerin                                                                                  | 81    |       |
| 5. März  | Heinz Heß                                | deutscher Architekt                                                                                      | 69    |       |
| 5. März  | Giuseppe Olmo                            | italienischer Radrennfahrer                                                                              | 80    |       |
| 5. März  | Harry Ristock                            | deutscher Politiker (SPD), MdA und Industrieller                                                         | 64    |       |
| 5. März  | Raoul de Warren                          | französischer Jurist, Schriftsteller, Historiker und Genealoge                                           | 86    |       |
| 6. März  | Ove Almborn                              | schwedischer Lichenologe                                                                                 | 77    |       |
| 6. März  | Alojz Benac                              | jugoslawischer Prähistoriker                                                                             | 77    |       |
| 6. März  | Silviu Bindea                            | rumänischer Fußballspieler                                                                               | 79    |       |
| 6. März  | Otto Klineberg                           | kanadischer Sozialpsychologe                                                                             | 92    |       |
| 6. März  | Erik Nordgren                            | schwedischer Komponist und Orchesterleiter                                                               | 79    |       |
| 6. März  | Maria Helena Vieira da Silva             | portugiesisch-französische Malerin und Grafikerin                                                        | 83    |       |
| 7. März  | Wilhelm Engelhard                        | deutscher Journalist, Verleger, Unternehmer                                                              | 95    |       |
| 7. März  | Rudolf Sallinger                         | österreichischer Politiker (ÖVP), Abgeordneter zum Nationalrat                                           | 75    |       |
| 7. März  | Nikolai Iwanowitsch Schatow              | sowjetischer Gewichtheber                                                                                |       |       |
| 7. März  | Gunnar Sträng                            | schwedischer Politiker und Finanzminister                                                                | 85    |       |
| 7. März  | Hans Zeisel                              | österreichisch-US-amerikanischer Statistiker, Professor für Statistik, Recht und Wirtschaft              | 86    |       |
| 8. März  | Krishna Bharadwaj                        | indische Ökonomin                                                                                        | 56    |       |
| 8. März  | Red Callender                            | US-amerikanischer Jazzmusiker                                                                            | 76    |       |
| 8. März  | Hubert Doppmeier                         | deutscher Politiker (CDU), MdL, MdB                                                                      | 48    |       |
| 8. März  | David Stone Martin                       | US-amerikanischer Maler und Graphiker                                                                    | 78    |       |
| 8. März  | Ferdinand Pauly                          | deutscher Theologe und Kirchenhistoriker                                                                 | 75    |       |
| 9. März  | Menachem Begin                           | israelischer Politiker                                                                                   | 78    |       |
| 9. März  | James Brooks                             | US-amerikanischer Maler                                                                                  | 85    |       |
| 9. März  | Monty Budwig                             | US-amerikanischer Jazzbassist                                                                            | 62    |       |
| 9. März  | Hans Busse                               | deutscher Maler                                                                                          | 87    |       |
| 9. März  | Bernd Hünlich                            | deutscher Heimatforscher und Kunsthistoriker                                                             | 48    |       |
| 9. März  | Reinhard von Koenig-Fachsenfeld          | deutscher Ingenieur, Erfinder, Automobil- und Motorradrennfahrer                                         | 92    |       |
| 9. März  | Franco Margola                           | italienischer Komponist und Musikpädagoge                                                                | 83    |       |
| 9. März  | Arthur Van De Vijver                     | belgischer Radsportler                                                                                   | 44    |       |
| 10. März | Friedrich Karl Dörner                    | deutscher Althistoriker und Epigraphiker                                                                 | 81    |       |
| 10. März | Karl Langosch                            | deutscher Altgermanist, Philologe und Hochschullehrer                                                    | 88    |       |
| 10. März | Wilhelm Rudolf Mann                      | deutscher Manager der I.G. Farben                                                                        | 97    |       |
| 10. März | Enrico Mollo                             | italienischer Radrennfahrer                                                                              | 78    |       |
| 10. März | Helmut Reichmann                         | deutscher Segelflieger und Produktdesigner                                                               | 50    |       |
| 11. März | László Benedek                           | ungarisch-US-amerikanischer Filmregisseur                                                                | 87    |       |
| 11. März | Richard Brooks                           | US-amerikanischer Regisseur                                                                              | 79    |       |
| 11. März | Siegmund Burger                          | österreichischer Politiker (ÖVP), Landtagsabgeordneter, Abgeordneter zum Nationalrat                     | 70    |       |
| 11. März | Pierre Grosheintz                        | Schweizer Staatsbeamter                                                                                  | 86    |       |
| 11. März | Anton Ingolič                            | slowenischer Schriftsteller                                                                              | 85    |       |
| 11. März | Georg Stiller                            | deutscher Politiker (CSU), MdB                                                                           | 85    |       |
| 11. März | Christian Vanderpleyn                    | belgischer Rennwagenkonstrukteur                                                                         | 48    |       |
| 12. März | Girolamo Bartolomeo Bortignon            | italienischer Ordenspriester und Bischof                                                                 | 86    |       |
| 12. März | Walter Braeuer                           | deutscher Ökonom, Professor für Volkswirtschaftslehre                                                    | 85    |       |
| 12. März | Martin Camaj                             | albanischer Schriftsteller und Albanologe                                                                | 66    |       |
| 12. März | Max Catto                                | britischer Schriftsteller                                                                                | 84    |       |
| 12. März | Peter Hüttenberger                       | deutscher Historiker                                                                                     | 53    |       |
| 12. März | Heinz Kühn                               | deutscher Politiker (SPD), MdL und Ministerpräsident von Nordrhein-Westfalen, MdB, MdEP                  | 80    |       |
| 12. März | Salvatore Lima                           | italienischer Politiker, MdEP                                                                            | 64    |       |
| 12. März | Siegmund Prey                            | österreichischer Geologe                                                                                 | 79    |       |
| 12. März | Wolfgang von Websky                      | deutscher Maler                                                                                          | 96    |       |
| 13. März | Irmã Dulce                               | brasilianische römisch-katholische Ordensfrau                                                            | 77    |       |
| 13. März | Erika Groth-Schmachtenberger             | deutsche Fotografin                                                                                      | 85    |       |
| 13. März | Osvaldo Reig                             | argentinischer Paläontologe und Zoologe                                                                  | 62    |       |
| 14. März | Gerhard Arlt                             | deutscher Maler, Graphiker, Heimatkundler                                                                | 82    |       |
| 14. März | Christian Labonte                        | deutscher Weinbauexperte, hessischer Politiker (CDU) und ehemaliger Abgeordneter des Hessischen Landtags | 92    |       |
| 14. März | Steven Brian Pennell                     | US-amerikanischer Serienmörder                                                                           |       |       |
| 14. März | Jean Poiret                              | französischer Schauspieler, Regisseur und Autor                                                          | 65    |       |
| 14. März | Arthur Studenroth                        | US-amerikanischer Crossläufer                                                                            | 92    |       |
| 15. März | Helen Deutsch                            | US-amerikanische Journalistin, Liedtexterin und Drehbuchautorin                                          | 85    |       |
| 15. März | Hans-Dieter Ellenbeck                    | deutscher Mediziner und SS-Sturmbannführer                                                               | 79    |       |
| 15. März | Sergio Guerri                            | italienischer Geistlicher, Kardinal der römisch-katholischen Kirche                                      | 86    |       |
| 15. März | Rolf Karbach                             | deutscher Politiker (NSDAP), MdR                                                                         | 83    |       |
| 15. März | Deane Montgomery                         | US-amerikanischer Mathematiker                                                                           | 82    |       |
| 15. März | Georg Schenk                             | deutscher Politiker (SPD)                                                                                | 90    |       |
| 15. März | Isaiah Tishby                            | israelischer Literatur- und Religionswissenschaftler, Judaist, Kabbalist                                 | 83    |       |
| 16. März | Werner Liebscher                         | deutscher Typograf und Gebrauchsgrafiker                                                                 | 60    |       |
| 16. März | Helmut Reinl                             | deutscher Maler und Hochschullehrer                                                                      | 69    |       |
| 16. März | Yves Rocard                              | französischer Physiker                                                                                   | 88    |       |
| 16. März | John C. Shelton                          | US-amerikanischer Papyrologe                                                                             | 48    |       |
| 16. März | Joschi Walter                            | österreichischer Fußballspieler und -funktionär                                                          | 66    |       |
| 16. März | Franz Wördemann                          | deutscher Sachbuchautor und Journalist                                                                   | 68    |       |
| 17. März | Jack Arnold                              | US-amerikanischer Filmregisseur                                                                          | 79    |       |
| 17. März | Edmund Banaschewski                      | deutscher Verleger                                                                                       | 84    |       |
| 17. März | Harry Blume                              | deutscher Maler, Grafiker und Hochschullehrer                                                            | 68    |       |
| 17. März | Monika Mann                              | deutsche Schriftstellerin                                                                                | 81    |       |
| 17. März | Franz Nemschak                           | österreichischer Wirtschaftswissenschaftler                                                              | 84    |       |
| 17. März | László Orczán                            | ungarischer Radrennfahrer                                                                                | 80    |       |
| 17. März | Aat de Roos                              | niederländischer Hockeyspieler                                                                           | 72    |       |
| 17. März | Terenti Fomitsch Umanski                 | sowjetischer General                                                                                     | 85    |       |
| 18. März | Derrick B. Jelliffe                      | Experte in tropischer Pädiatrie und Kinderernährung                                                      | 71    |       |
| 18. März | Jack Kelsey                              | walisischer Fußballspieler                                                                               | 62    |       |
| 18. März | Mario Landi                              | italienischer Regisseur                                                                                  | 71    |       |
| 18. März | Ludwig Merz                              | deutscher Mess- und Regelungstechniker                                                                   | 87    |       |
| 18. März | Antonio Molina                           | spanischer Schauspieler und Flamenco-Sänger                                                              | 64    |       |
| 19. März | Cesare Danova                            | italienischer Filmschauspieler                                                                           | 66    |       |
| 19. März | Franziska Donner                         | österreichische Gattin des Präsidenten Rhee Syng-man, erste „First Lady“ der Republik Korea (1948–1960)  | 91    |       |
| 19. März | Heinrich Erdmann                         | deutscher Admiral                                                                                        | 83    |       |
| 19. März | Michael A. Feighan                       | US-amerikanischer Politiker (Demokratische Partei)                                                       | 87    |       |
| 19. März | Maria von Rudloff                        | niederländisch-deutsche Kommunalpolitikerin (CDU)                                                        | 93    |       |
| 19. März | Konrad Schubert                          | deutscher Physiker auf dem Gebiet der Metallforschung                                                    | 76    |       |
| 20. März | George Whelan Anderson junior            | US-amerikanischer Admiral der US Navy                                                                    | 85    |       |
| 20. März | Georges Delerue                          | französischer Filmkomponist                                                                              | 67    |       |
| 20. März | Ioannis Kakridis                         | griechischer Altphilologe                                                                                | 90    |       |
| 20. März | Bruno Lavagnini                          | italienischer Altphilologe, Neogräzist                                                                   | 93    |       |
| 20. März | Valeriu Novacu                           | rumänischer Politiker (PCR), Physiker und Botschafter                                                    | 82    |       |
| 21. März | John Ireland                             | kanadischer Theaterschauspieler, Filmschauspieler und Regisseur                                          | 78    |       |
| 21. März | René König                               | deutscher Soziologe                                                                                      | 85    |       |
| 21. März | Carl-Hubert Schwennicke                  | deutscher Politiker (DVP, LDP, FDP, FVP, CDU), MdA, Mitgründer der Freien Volkspartei (FVP)              | 85    |       |
| 21. März | John C. Sheehan                          | US-amerikanischer Chemiker und Professor für organische Chemie                                           | 76    |       |
| 22. März | Arthur John Cronquist                    | US-amerikanischer Botaniker                                                                              | 73    |       |
| 22. März | Gruffydd Evans, Baron Evans of Claughton | britischer Politiker                                                                                     | 64    |       |
| 22. März | Gerd Horseling                           | deutscher Politiker (KPD, SPD), MdR                                                                      | 88    |       |
| 22. März | Albert Jenny                             | Schweizer Komponist                                                                                      | 79    |       |
| 22. März | Rafael Lorente Escudero                  | uruguayischer Architekt                                                                                  | 85    |       |
| 23. März | Michael Addison, 3. Viscount Addison     | britischer Peer, Staatsbeamter und Akademiker                                                            | 77    |       |
| 23. März | Friedrich August von Hayek               | österreichischer Ökonom und Nobelpreisträger                                                             | 92    |       |
| 23. März | Kurt Juster                              | deutscher Pionier der Behindertenarbeit, Schauspieler und Kabarettist                                    | 83    |       |
| 23. März | Otto Kallenbach                          | deutscher Bildhauer                                                                                      | 80    |       |
| 23. März | Curt Keller                              | französischer Fußballspieler                                                                             | 73    |       |
| 23. März | Georg Schimanski                         | deutscher Kameramann                                                                                     | 72    |       |
| 24. März | Lutz Mackensen                           | deutscher Sprachforscher, Volkskundler und Lexikograph                                                   | 90    |       |
| 24. März | Karl Heinrich Rengstorf                  | deutscher evangelischer Theologe                                                                         | 88    |       |
| 24. März | Theodor Wünschmann                       | deutscher Kapellmeister und Komponist                                                                    | 90    |       |
| 24. März | Michael Zochow                           | tschechisch-schweizerischer Dramatiker, Dramaturg, Hörspielautor und Drehbuchautor                       | 37    |       |
| 25. März | William Sears                            | US-amerikanischer Autor und Bahai                                                                        | 80    |       |
| 25. März | Alfonso Tóriz Cobián                     | mexikanischer Geistlicher, Bischof von Querétaro                                                         | 78    |       |
| 25. März | Florence van Straten                     | US-amerikanische Chemikerin, Meteorologin und Hochschullehrerin                                          | 78    |       |
| 25. März | Nancy Walker                             | US-amerikanische Schauspielerin                                                                          | 69    |       |
| 25. März | Phillip Wilson                           | US-amerikanischer Jazzmusiker                                                                            | 50    |       |
| 26. März | Walter Allenstein                        | deutscher Offizier, zuletzt Generalleutnant                                                              | 85    |       |
| 26. März | Bruno Cassinari                          | italienischer Maler und Grafiker                                                                         | 79    |       |
| 26. März | Anna Czerny                              | österreichische Politikerin (SPÖ), Landtagsabgeordnete, Abgeordnete zum Nationalrat                      | 90    |       |
| 26. März | Christian Ferber                         | deutscher Schriftsteller und Journalist                                                                  | 72    |       |
| 26. März | Karl Flubacher                           | Schweizer Politiker (FDP)                                                                                | 70    |       |
| 26. März | Nan Gindele                              | US-amerikanische Speerwerferin                                                                           | 81    |       |
| 26. März | Theodor Hubrich                          | deutscher Bischof                                                                                        | 72    |       |
| 26. März | Sano Rihei                               | japanischer Fußballspieler                                                                               | 79    |       |
| 27. März | Gordon Adam                              | US-amerikanischer Ruderer                                                                                | 76    |       |
| 27. März | Easley Blackwood                         | US-amerikanischer Bridge-Spieler                                                                         | 88    |       |
| 27. März | Richard Briginshaw, Baron Briginshaw     | britischer Gewerkschaftsfunktionär                                                                       | 83    |       |
| 27. März | Franz Xaver Eichinger                    | deutscher Steyler Missionar und Arzt                                                                     | 81    |       |
| 27. März | Martin Engelman                          | niederländischer Maler und Grafiker                                                                      | 68    |       |
| 27. März | Lang Hancock                             | australischer Eisenerzmagnat                                                                             | 82    |       |
| 27. März | Franz Lenhart                            | österreichisch-italienischer Grafiker und Maler (Südtirol)                                               | 94    |       |
| 27. März | Constant Pieterse                        | niederländischer Ruderer                                                                                 | 96    |       |
| 27. März | Harald Sæverud                           | norwegischer Komponist                                                                                   | 94    |       |
| 27. März | James Edwin Webb                         | US-amerikanischer Raumfahrtfunktionär, zweiter Administrator der NASA (1961–1968)                        | 85    |       |
| 28. März | Johann Beckenbach                        | deutscher Unternehmer, Winzer und Politiker (SPD), MdL                                                   | 94    |       |
| 28. März | Janne Furch                              | deutsche Drehbuchautorin                                                                                 | 76    |       |
| 28. März | Max Kirschner                            | deutscher Mundartdichter und Heimatforscher                                                              | 85    |       |
| 28. März | Frank Leuchte                            | deutscher Cartoonist und Karikaturist                                                                    | 50    |       |
| 28. März | Josef Matěj                              | tschechischer Posaunist und Komponist                                                                    | 70    |       |
| 28. März | Wendell Mayes                            | US-amerikanischer Drehbuchautor                                                                          | 72    |       |
| 28. März | Nikolaos Platon                          | griechischer Archäologe, Ausgräber des minoischen Palastes auf Kreta                                     | 83    |       |
| 28. März | Paul Scherrer                            | Schweizer Bibliothekar                                                                                   | 91    |       |
| 28. März | Maurice Teynac                           | französischer Schauspieler                                                                               | 76    |       |
| 28. März | Willard Tibbetts                         | US-amerikanischer Langstreckenläufer                                                                     | 89    |       |
| 29. März | Maurizio Corgnati                        | italienischer Regisseur und Autor                                                                        | 74    |       |
| 29. März | Ludwig Doormann                          | deutscher Kirchenmusiker                                                                                 | 90    |       |
| 29. März | William L. Hendricks                     | US-amerikanischer Trick-, Kurz- und Dokumentarfilmproduzent                                              | 87    |       |
| 29. März | Paul Henreid                             | österreichisch-US-amerikanischer Schauspieler und Regisseur                                              | 84    |       |
| 29. März | Archibald A. Hill                        | US-amerikanischer Sprachwissenschaftler                                                                  | 89    |       |
| 29. März | Fərhad Hümbətov                          | aserbaidschanischer Soldat                                                                               | 23    |       |
| 29. März | Archie Marshek                           | US-amerikanischer Filmeditor                                                                             | 90    |       |
| 29. März | George Musey                             | US-amerikanischer Geistlicher, Bischof in der Sukzession des Pierre Martin Ngo Dinh Thuc                 | 63    |       |
| 29. März | Hans Rollwagen                           | deutscher Politiker (SPD)                                                                                | 99    |       |
| 29. März | John Spencer, 8. Earl Spencer            | britischer Peer, Vater von Prinzessin Diana                                                              | 68    |       |
| 29. März | Eberhard Waechter                        | österreichischer Sänger und Operndirektor                                                                | 62    |       |
| 29. März | Renatus Weber                            | deutscher Politiker (CDU), MdHB                                                                          | 84    |       |
| 29. März | Cecil F. White                           | US-amerikanischer Politiker                                                                              | 91    |       |
| 30. März | Manolis Andronikos                       | griechischer Archäologe                                                                                  | 72    |       |
| 30. März | Amédée Fournier                          | französischer Radsportler                                                                                | 80    |       |
| 30. März | Bert Grund                               | deutscher Filmkomponist                                                                                  | 72    |       |
| 30. März | Gerhard Gustmann                         | deutscher Ruderer                                                                                        | 81    |       |
| 30. März | Erich Hassinger                          | deutscher Historiker österreichischer Herkunft                                                           | 84    |       |
| 30. März | Werner Koch                              | deutscher Schriftsteller                                                                                 | 65    |       |
| 30. März | Harold LeVander                          | US-amerikanischer Politiker                                                                              | 81    |       |
| 30. März | Helmut Opschruf                          | deutscher Gewichtheber                                                                                   | 82    |       |
| 30. März | Thomas Park                              | US-amerikanischer Ökologe und Zoologe                                                                    | 83    |       |
| 30. März | Rudolf Salzmann                          | Schweizer Pflanzenbauwissenschaftler                                                                     | 80    |       |
| 30. März | Herbert Schicke                          | deutscher Landwirt und Politiker (CDU), MdL                                                              | 60    |       |
| 30. März | Rudolf Thomsen                           | deutscher Jurist, Polizist und SS-Führer                                                                 | 81    |       |
| 31. März | Alfredo De Angelis                       | argentinischer Tango-Musiker und -Komponist                                                              | 81    |       |
| 31. März | Lotte Barthel                            | österreichische Schauspielerin                                                                           | 79    |       |
| 31. März | Gotthard de Beauclair                    | deutscher Verleger, Buchgestalter und Lyriker                                                            | 84    |       |
| 31. März | Hansmartin Decker-Hauff                  | deutscher Historiker und Genealoge                                                                       | 74    |       |
| 31. März | Fritz Ganz                               | Schweizer Radrennfahrer                                                                                  | 76    |       |
| 31. März | Hans Sachsse                             | deutscher Physikochemiker                                                                                | 85    |       |
| März     | Saul Rosolio                             | israelischer Botschafter                                                                                 | 68    |       |
| März     | Franz Zehetmayer                         | österreichischer Eishockeyspieler                                                                        | 75    |       |